# Cho Man-sik

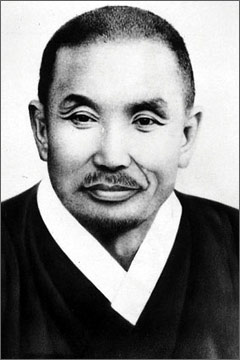
Cho Man-sik

Cho Man-sik, ook gespeld als Cho Mansik (Koreaans: 조만식) (Pyongsong, 1 februari 1883 – 15 oktober 1950) was een Koreaans nationalistisch leider. 
Cho sloot zich als jongeman aan bij de YMCA (Young Men Christian's Association). Later bekleedde hij leidinggevende functies binnen de Methodistische Kerk van Korea en in de industrie. Cho Man-sik ontwikkelde zich tot een Koreaans nationalist. Hij gold als fel opponent van de Japanse bezetting van zijn land (1910-1945). Na de Japanse capitulatie werd hij tot voorzitter van de Koreaanse Democratische Partij (Chõson Minjudang) gekozen en door de Sovjets aangesteld als minister van Financiën binnen de volksregering voor heel Korea (augustus 1945). Na de terugkeer van Kim Il-sung naar Korea, in oktober 1945, werd hij samen met hem covoorzitter van het Voorlopige Volkscomité. 
In februari 1946 werd hij door de Sovjet-Russische autoriteiten in Noord-Korea aan de kant geschoven en onder huisarrest geplaatst. Hoewel onder huisarrest, bleef hij ageren tegen de communisten. In 1950 werd hij door de communistische regering van Noord-Korea ter dood veroordeeld en terechtgesteld.
In 1970 werd hij door de Zuid-Koreaanse regering postuum onderscheiden met de Nationale Medaille.